# Tuxca
El tuxca es una campaña de marketing que pretende renombrar el destilado de Vino de Mezcal que se produce en la zona limítrofe del sur de Jalisco, en la región de Zapotitlán de Vadillo, y sur de Jalisco, ademas de la zona limítrofe con Colima. La definición de el Tuxca surge para comercializar el producto artesanal Le debe su nombre a la región de Tuxcacuesco, que es un pueblo y municipio de la region sur del estado de Jalisco, México, donde en la época de la colonia se comenzó a elaborar lo que se denominó vino de agave -mezcal- y que con los años la población de Colima creía que el destilado procedía de Tuxcacuesco y se llama Tuxca, siendo una bebida alcohólica con aromas a leña y agave cocido.

## Antecedentes históricos
Durante la época colonial arribaron a México migrantes provenientes de las Filipinas, quienes trajeron consigo tradiciones como la de producir vino de coco, métodos que aun subsisten en la producción del vino de mezcal, como lo es el uso del denominado destilador filipino. La definición de Tuxca surgió en años recientes para promover el vino de mezcal-agave del sur de Jalisco.

## Diferencia con otros destilados de agave
El vino de mezcal, al igual que el tequila, el bacanora, el comiteco, la raicilla, entre otros, se trata de una variedad del mezcal, debido en primer lugar a que es un destilado de agave, aunado que el método de destilación del "Tuxca" es muy similar al utilizado para las demás variedades de Mezcal, y todos los anteriores se obtienen de diversos agaves, sin embargo, cada uno tiene características que lo diferencian del resto, como lo son la clase de agaves con la que se produce, las regiones que pueden producir una u otra bebida debido a las normas que regulan la producción de ciertas bebidas, como ejemplo, el Tequila solo puede producirse en Jalisco, Guanajuato, Michoacán, Nayarit y Tamaulipas. Además, los procesos de elaboración suelen tener ciertas distinciones, y finalmente, las notas de sabor y aromas que aporta cada una de ellas suelen ser diferentes.

## Denominación de origen
No obstante que el Tuxca se trata de una variedad de mezcal, no se puede comercializar como mezcal, ya que se produce en estados de la República Mexicana que no cuentan con la denominación de origen del Mezcal (DOM), misma que existe desde el 28 de noviembre de 1994, comprendiendo actualmente doce estados que son Durango, Guerrero, Guanajuato, Michoacán, Puebla, San Luis Potosí, Zacatecas, Tamaulipas y Oaxaca, habiéndose incluido a principios de agosto de 2018 los estados de Aguascalientes, el Estado de México y Morelos, sin embargo, respecto de los últimos tres actualmente existen varios juicios promovidos por la Cámara Nacional de la Industria del Mezcal (Canaimez) y el Sistema Producto Maguey Mezcal, para lograr que se les excluya como estados productores de mezcal, por lo que eventualmente dichos estados pueden perder la autorización. 
En el caso del tuxca, dada su alta graduación alcohólica, que suele concentrar entre el 45 y 60 por ciento de alcohol, es que los productores no tienen intención de incluirlo en una denominación de origen con el nombre de Tuxca o incluida en la que le corresponde al mezcal, ya que ello implicaría disminuir su contenido alcohólico agregando agua al producto final, lo que para los productores significa alterar significativamente la calidad de la bebida y alterar el proceso artesanal.

## Producción
Actualmente se produce en Jalisco, principalmente en el municipio de Zapotitlán de Vadillo y tambien en Tuxcacuesco y Tolimán. Se elaboran diversas marcas de Tuxca con más de diez tipos de agaves salvajes, entre los que se encuentra el agave lineño, agave ixtero amarillo, agave cimarrón, agave listero, agave cenizo, agave salmiana, entre algunos otros agaves, los que tardan hasta diez años en ser productivos. El Tuxca se puede producir en abocados de diversos agaves o con una sola especie. 
Para la producción del Tuxca, se imita el proceso artesanal del vino de mezcal, comenzando con el agave que se corta para posteriormente cocerse en un horno cilindrico subterráneo a base de leña, luego de la cocción se procede a la molienda que se realiza a mano, generalmente con un mazo y un hacha elaboradas con piedra volcánica, luego se procede a la fermentación en pozos de tajipo y finalmente se destila el producto en un destilador filipino.
El destilador filipino es una especie de barril en el que se coloca un cazo de cobre con el fermento del agave en la parte inferior y otro cazo con agua fría en la parte superior. Al destilador se le aplica calor mediante una chimenea de leña, para que el alcohol se evapore y posteriormente se condense al hacer contacto con el cazo de cobre frío. El alcohol condensado sale luego a través de una canaleta al exterior del barril para caer en una olla de barro que se coloca al exterior. Este método de destilación se aplica dos veces en la producción del vino de Mezcal y se imita para el Tuxca.